# Via dei Fori Imperiali
Via dei Fori Imperiali è una delle più scenografiche strade di Roma; aperta nel 1932 con il nome di via dell'Impero, prende la sua attuale denominazione dai resti monumentali dei fori di Cesare, di Augusto, di Nerva, della Pace e di Traiano che si possono ammirare percorrendola. Collega piazza Venezia con il Colosseo, che ne costituisce il traguardo visivo. È alberata a pini domestici, i caratteristici "pini di Roma". 
Oltre che sui Fori Imperiali, la via si affaccia su altri celebri monumenti romani: sulla basilica di Massenzio, sul Foro romano, sui Mercati traianei, sulla torre delle Milizie, sulla Casa dei Cavalieri di Rodi e sul lato orientale del Vittoriano. Inoltre dalla via si accede alla basilica dei Santi Cosma e Damiano e alla chiesa di San Lorenzo in Miranda, che riutilizzano, rispettivamente, le strutture del tempio del Divo Romolo e del tempio di Antonino e Faustina; a metà circa della strada, sorge la tor de' Conti.
A partire dal 1950, vi si svolge l'annuale parata del 2 giugno, che celebra la festa della Repubblica Italiana.

## Apertura della strada

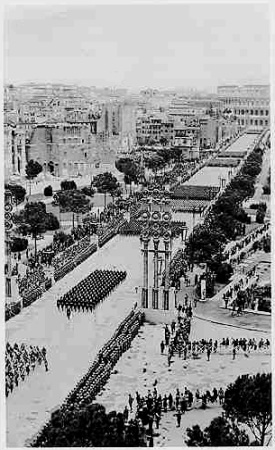
Parata su via dei Fori Imperiali (allora "via dell'Impero") poco dopo la sua realizzazione

### Antefatti
L'area occupata dai fori imperiali di Cesare, Augusto, Nerva e Traiano fu interessata nel Medioevo dal sorgere di abitazioni, chiese e monasteri, mentre il Foro Romano era diventato uno spazio verde adibito a pascolo, con il nome di "Campo Vaccino". Una radicale trasformazione della zona fu voluta, alla fine del XVI secolo, dal cardinale Michele Bonelli che vi realizzò il quartiere denominato "Alessandrino".
Nei piani regolatori romani del 1873, 1883 e 1909 già si prevedeva di aprire una strada tra piazza Venezia e il Colosseo, quindi sul tracciato dell'attuale via dei Fori Imperiali. Il progetto va inquadrato nelle idee urbanistiche dell'epoca, diffuse in tutt'Europa, che sostenevano la necessità di aprire nei centri cittadini di ampie strade di collegamento realizzate tramite sventramenti del tessuto edilizio antico. Esempio classico è la trasformazione di Parigi sotto il Secondo Impero, ad opera di Napoleone III e del prefetto barone Haussmann, ma si possono ricordare anche gli analoghi interventi di Londra (1848-1865), Firenze (1859-1865), Vienna (1857) e Bruxelles (1867-1871). Dato che Roma divenne capitale d'Italia nel 1870, fu dopo tale data che si cominciarono ad aprire grandi strade di collegamento, come corso Vittorio e via Nazionale.

### Il progetto
L'idea di tracciare una strada tra piazza Venezia e il Colosseo venne ripresa durante il periodo fascista, nella variante al piano regolatore del 1925-26, per motivi di viabilità: l'ampliamento edilizio della città verso sud aveva infatti posto il problema di un collegamento stradale più agevole tra i quartieri meridionali e il centro. La via sarebbe infatti servita per facilitare l'accesso al centro cittadino dai nuovi quartieri periferici sud-orientali, così come via del Teatro di Marcello, progettata anch'essa negli stessi anni, avrebbe consentito un miglior collegamento tra centro e periferia sud-occidentale.
Data l'importanza che la romanità rivestiva nell'ideologia fascista, l'apertura della strada aveva anche l'intento di riportare alla luce i resti dei fori imperiali che giacevano ancora sotto ai palazzi del quartiere Alessandrino; anche in ciò si riprendeva un progetto preesistente, ideato da Corrado Ricci nel 1911, anticipato a sua volta da scavi parziali compiuti sia in età napoleonica, sia alla fine del 1800. Lo stesso Benito Mussolini fu sostenitore dell'opera. 
Il nome della strada, nella fase di progetto, era "via dei Monti" ed era parte di un più ampio tracciato, che si prevedeva di realizzare tra piazza Venezia, il Colosseo e il Laterano, per poi seguire l'Appia Nuova e dirigersi verso i Castelli romani e i Monti Albani, da cui il nome. Analogamente, l'attuale via del Teatro di Marcello, aperta negli stessi anni, era il primo tratto della "via del Mare", collegamento con l'espansione edilizia prevista verso il litorale romano; gli altri tratti di quest'arteria erano il lungotevere, via Marmorata, via Ostiense e l'autostrada Roma-Lido (ora classificata come strada provinciale).
Il progetto generale si deve ad Antonio Muñoz, la direzione dei lavori e il progetto si deve all'ingegner Barnaba Gozzi; la sistemazione del verde a Raffaele De Vico, lo scavo e la sistemazione delle aree archeologiche a Corrado Ricci. Muñoz progettò anche gli arredi.

### Demolizioni

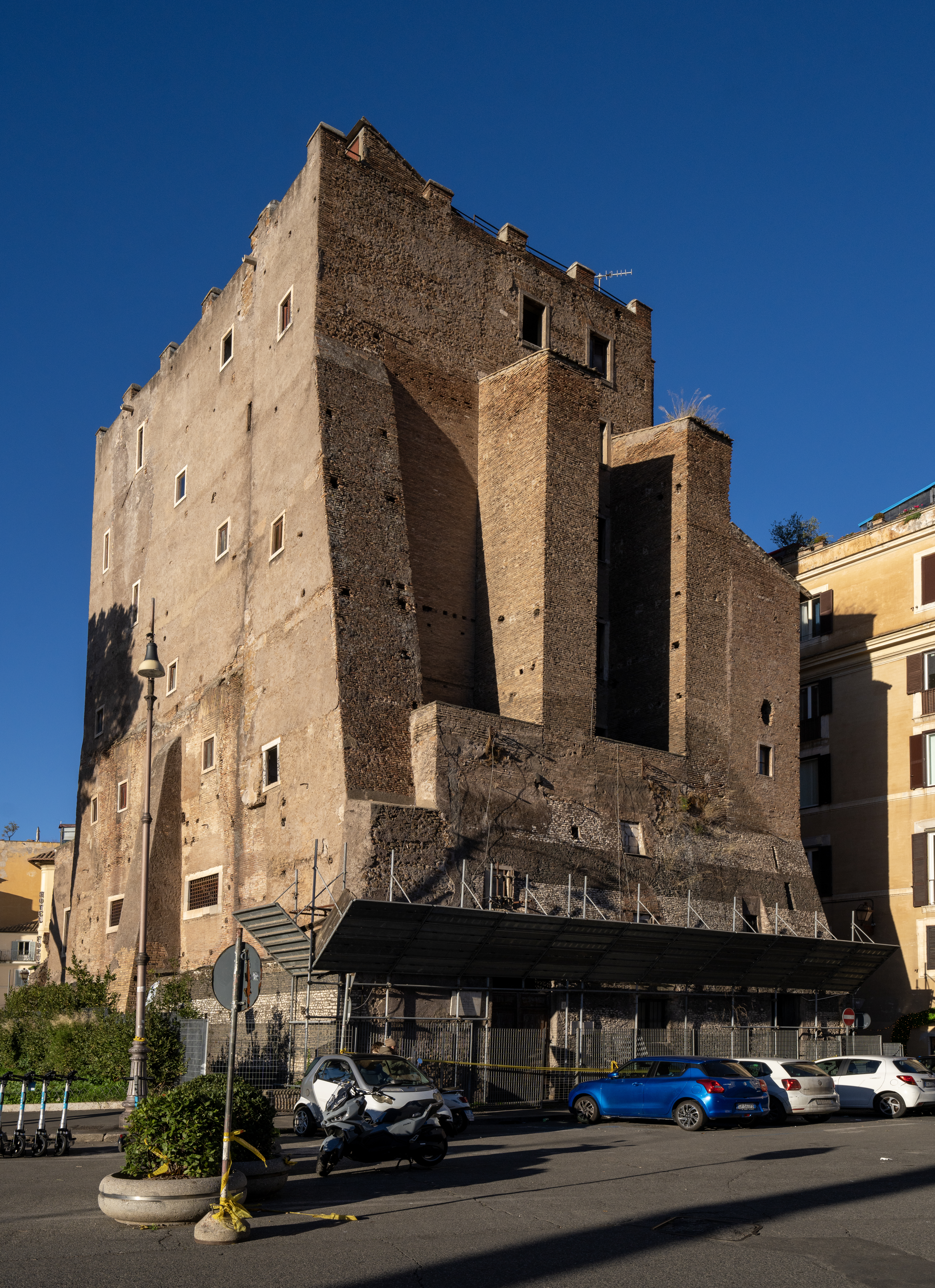
Tor dei Conti, rimasta isolata dopo le demolizioni

Per realizzare l'arteria stradale e permettere di riportare alla luce i fori imperiali, fu abbattuto il quartiere alessandrino, il cui interesse storico era ritenuto di trascurabile importanza rispetto ai monumenti antichi che sarebbero riemersi; negli anni settanta del Novecento tali demolizioni furono invece aspramente criticate.

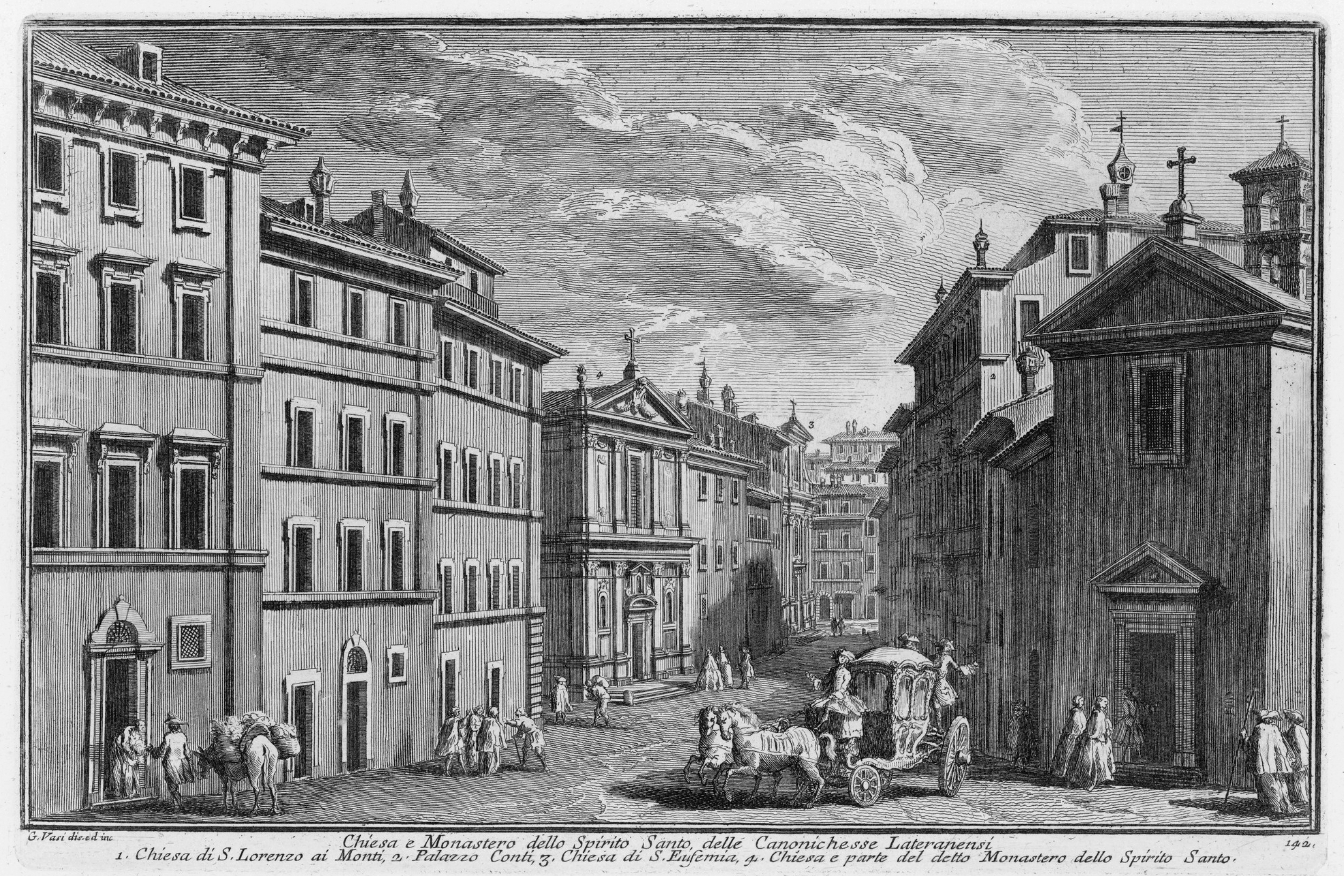
San Lorenzo ai Monti e veduta del quartiere alessandrino prima delle demolizioni

Furono cancellati percorsi stradali, abbattuti edifici e interrate le loro fondazioni. Di alcune strade (via Alessandrina, via Bonella, via della Salara Vecchia) rimase il tracciato, affiancato però da giardini o da scavi archeologici e non più da abitazioni. Vennero demolite anche tre piccole chiese, perché considerate opere prive di interesse artistico; due di esse erano state ricostruite nei secoli XVII e XVIII (Santa Maria in Macello Martyrum e Sant'Urbano a Campo Carleo), la terza (San Lorenzo ai Monti) risaliva invece al 1860. La demolizione di questi tre edifici fu ritenuta necessaria perché sorgevano proprio sopra ai resti del Foro di Nerva e di quello di Traiano; le opere d'arte che contenevano, compresi gli affreschi, furono salvate asportandole.
Sempre seguendo un arbitrario criterio di importanza, i monumenti più notevoli vennero invece rispettati per il loro valore storico-artistico, pur se privandoli del contesto urbanistico originario: si tratta delle tre chiese di San Lorenzo in Miranda, dei Santi Cosma e Damiano e dei Santi Luca e Martina. Anche Tor dei Conti, edificata sopra una delle esedre del portico del tempio della Pace, è tra i monumenti rispettati durante le demolizioni, per la sua importanza storica e il suo valore estetico.
Il 22 febbraio del 1933, durante la demolizione di un caseggiato di via Alessandrina, un manovale stava demolendo un muro e dietro alla prima fila di mattoni trovò una lastra di ferro; rimuovendola, assistette allo spettacolo di una cascata di monete d'oro e di gioielli. Come si scoprì, il cosiddetto tesoro di via Alessandrina era appartenuto ad un noto antiquario, Francesco Martinetti, che aveva vissuto in quell'appartamento. Il ritrovamento del tesoro fece scalpore e fu considerato un segno che avvalorava la bontà delle demolizioni in corso. Il tesoro dell'antiquario entrò a far parte delle collezioni dei Musei Capitolini.
Per l'apertura della strada, fu inoltre effettuato uno sbancamento della collina della Velia, pendice del colle Oppio, che fu poi sostenuta con un muraglione in mattoni. Nonostante oggi siano molti a pensare che il taglio della Velia fu effettuato per rendere la strada rettilinea e quindi adatta alle parate militari e alle celebrazioni del regime fascista, i documenti d'epoca smentiscono quest'idea. Il progetto originario, infatti, prevedeva un tracciato con una curva a gomito all'altezza della Basilica di Massenzio, per poi allontanarsi da essa e riconnettersi alla viabilità alla base del Colle Oppio; il taglio della Velia non sarebbe stato necessario o sarebbe stato alquanto ridotto. Fu il governatore di Roma Francesco Boncompagni Ludovisi a proporre di rettificare il tracciato, per risparmiare sugli espropri e soprattutto per rendere il Colosseo il traguardo visivo di tutta la strada, cosa che avrebbe accresciuto notevolmente la sua spettacolarità. Antonio Muňoz propose la cosa a Mussolini, che la approvò previe indagini archeologiche sulla Velia. Queste effettuate, e non rilevando problemi dovuti alla presenza di monumenti particolari, si procedette con l'attuazione della variante. Il taglio della Velia comportò il sacrificio di gran parte del parco di palazzo Silvestri-Rivaldi, trovandosi esso lungo il percorso della via.
Nel 1927, Antonio Muñoz bandì un concorso per documentare gli aspetti delle zone che erano destinate ad essere demolite in quegli anni di intenso rinnovamento urbanistico della capitale; tra queste zone, naturalmente, c'era il quartiere Alessandrino. Egli voleva che rimanesse testimonianza non solo degli edifici, ma anche della vita quotidiana, attraverso acquarelli, oli, tempere, disegni, incisioni e fotografie. Le opere sono conservate al Museo di Roma a palazzo Braschi.
Compiute le demolizioni, i resti dei fori imperiali furono isolati e messi in luce su progetto dell'archeologo Corrado Ricci, tranne quelli che si sarebbero trovati sotto alla prevista massicciata stradale, ritenuti scarsi e quindi di interesse minore. I lavori per l'apertura della strada iniziarono nel 1924 e furono completati nel 1932.

### Scavi archeologici

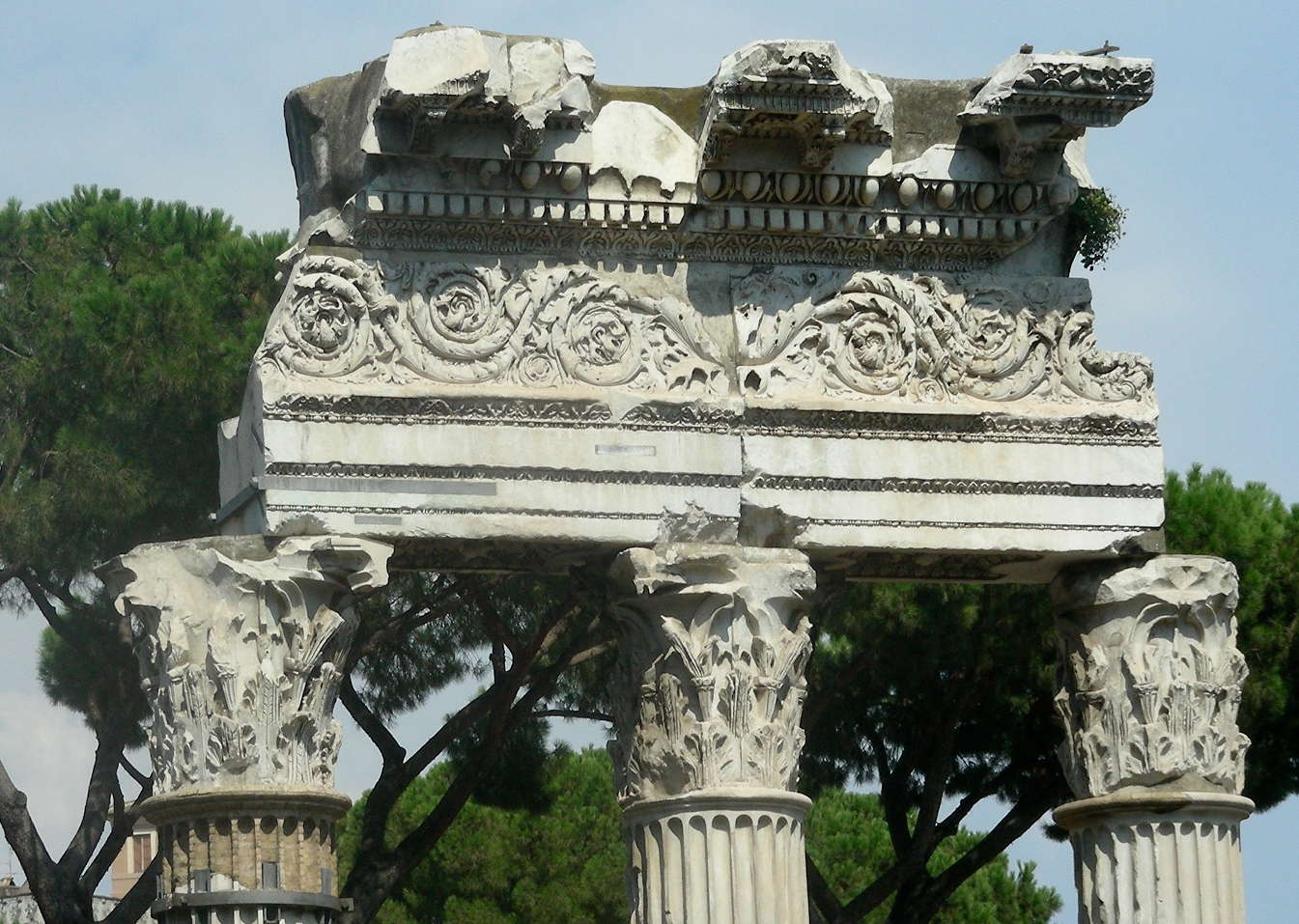
Trabeazione e capitelli del Tempio di Venere Genitrice, riportato in luce tra il 1924 e il 1932

Come già accennato, il progetto di apertura della nuova strada aveva tra gli obiettivi principali quello di rimettere in luce i resti dei fori imperiali, che, dal Medioevo in poi, erano stati usati come cave di materiali edilizi e infine occultati dalle edificazioni. Il progetto fu curato dall'archeologo Corrado Ricci. 
Solo la zona circostante la Colonna Traiana era già stata parzialmente scavata, ad opera di Carlo Fea, all'epoca dell'occupazione napoleonica; in quell'occasione tornarono alla luce i resti della basilica Ulpia. Inoltre, alcune parti del foro di Augusto, ossia metà di una delle absidi del recinto e alcune colonne del tempio di Marte Ultore, erano state nel 1888 liberate dagli edifici che le occultavano, ed erano visibili da via Bonella. Del Foro di Cesare era visibile solo un tratto della recinzione, all'interno di una cantina di un palazzo di via delle Marmorelle, mentre del Foro di Nerva era visibile la parte superiore di due colonne della recinzione, dette popolarmente le "colonnacce", in via Madonna dei Monti.
Nel corso degli scavi archeologici furono portati in luce i resti monumentali del Foro di Cesare, con il Tempio di Venere Genitrice, e del Foro di Nerva; riemerse anche gran parte del Foro di Traiano e del Foro di Augusto, con il Tempio di Marte Ultore. Inoltre la via permise di osservare i Mercati traianei da debita distanza, mentre precedentemente erano visibili solo entrando nel cortile di alcuni palazzi. Si fece ricorso al procedimento dell'anastilosi per rialzare colonne e parti di edifici crollati.
Gli scavi archeologici furono oggetto di una campagna di documentazione, commissionata dal Governatorato di Roma.
Aree archeologiche e monumenti resi visibili con la costruzione di via dei Fori Imperiali

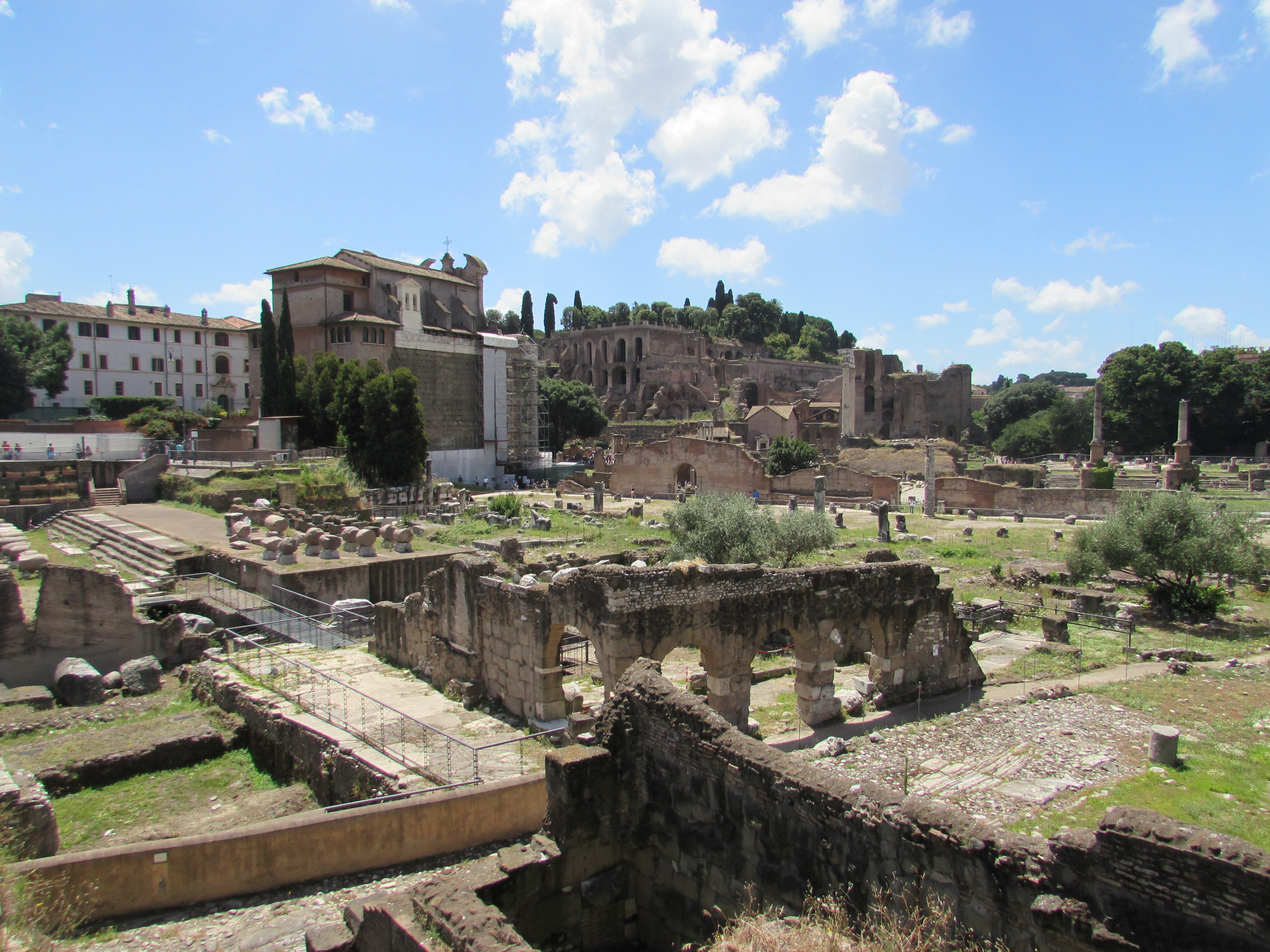
Foro Romano e Palatino (visti da via dei Fori Imperiali)
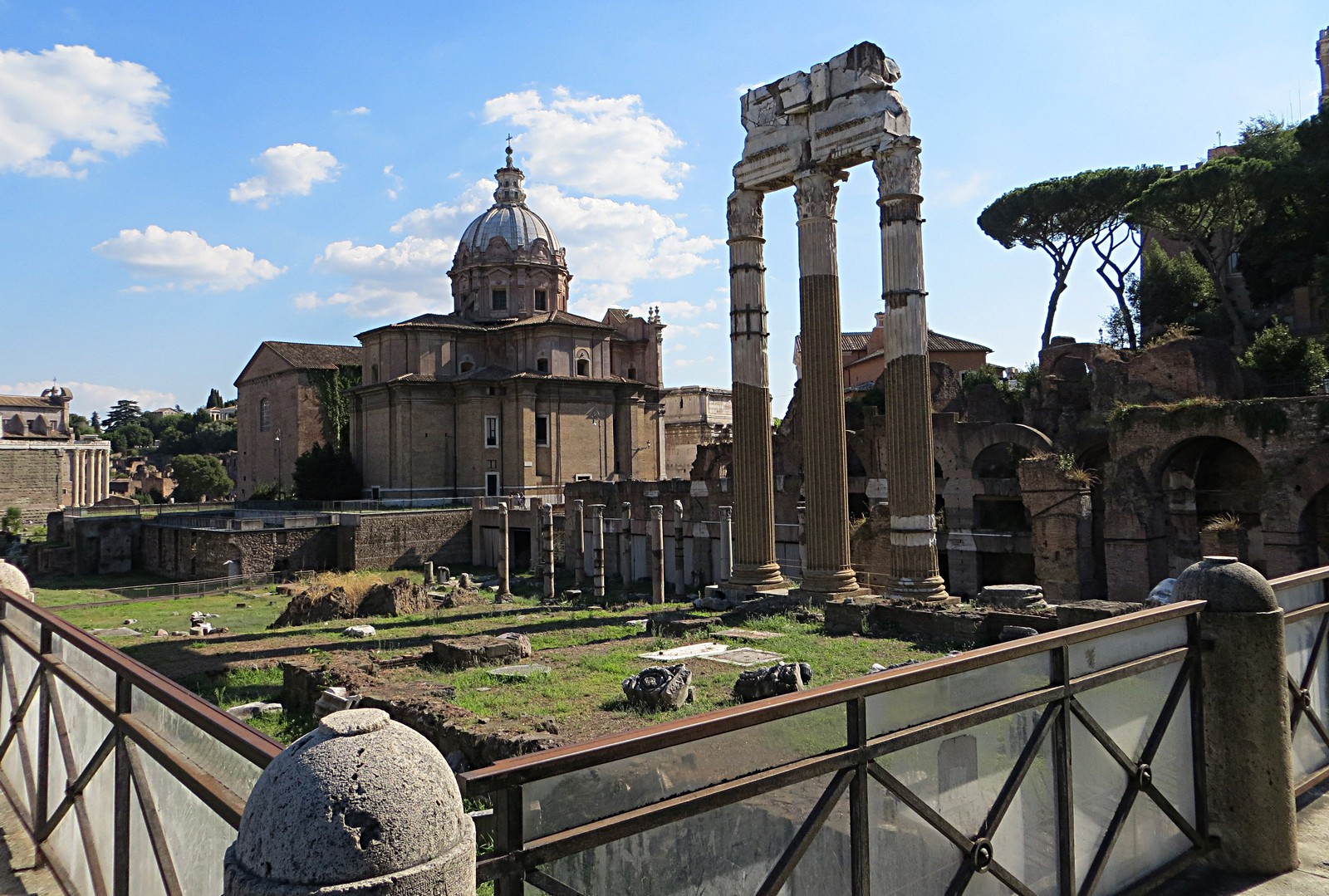
Foro di Cesare
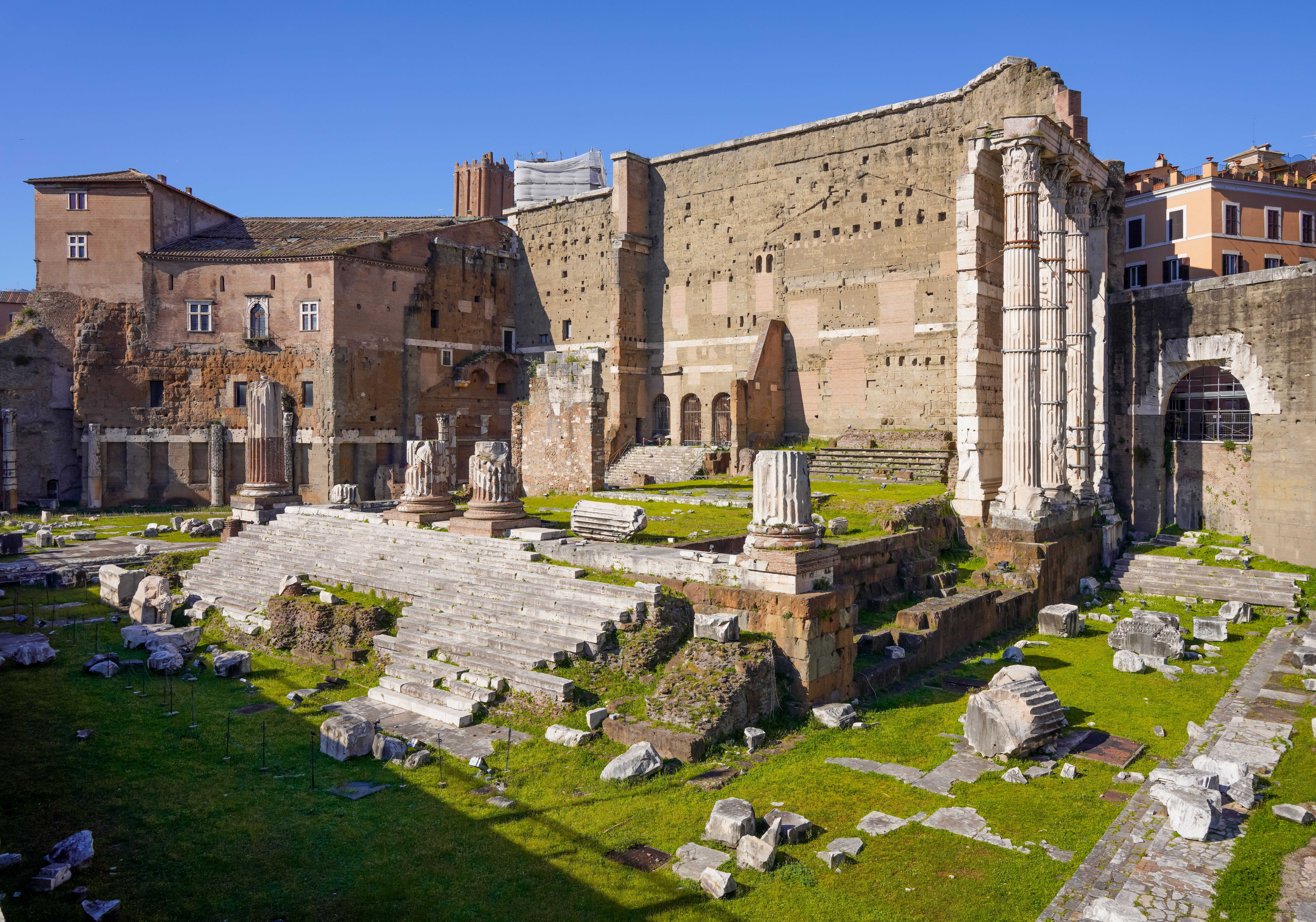
Foro di Augusto
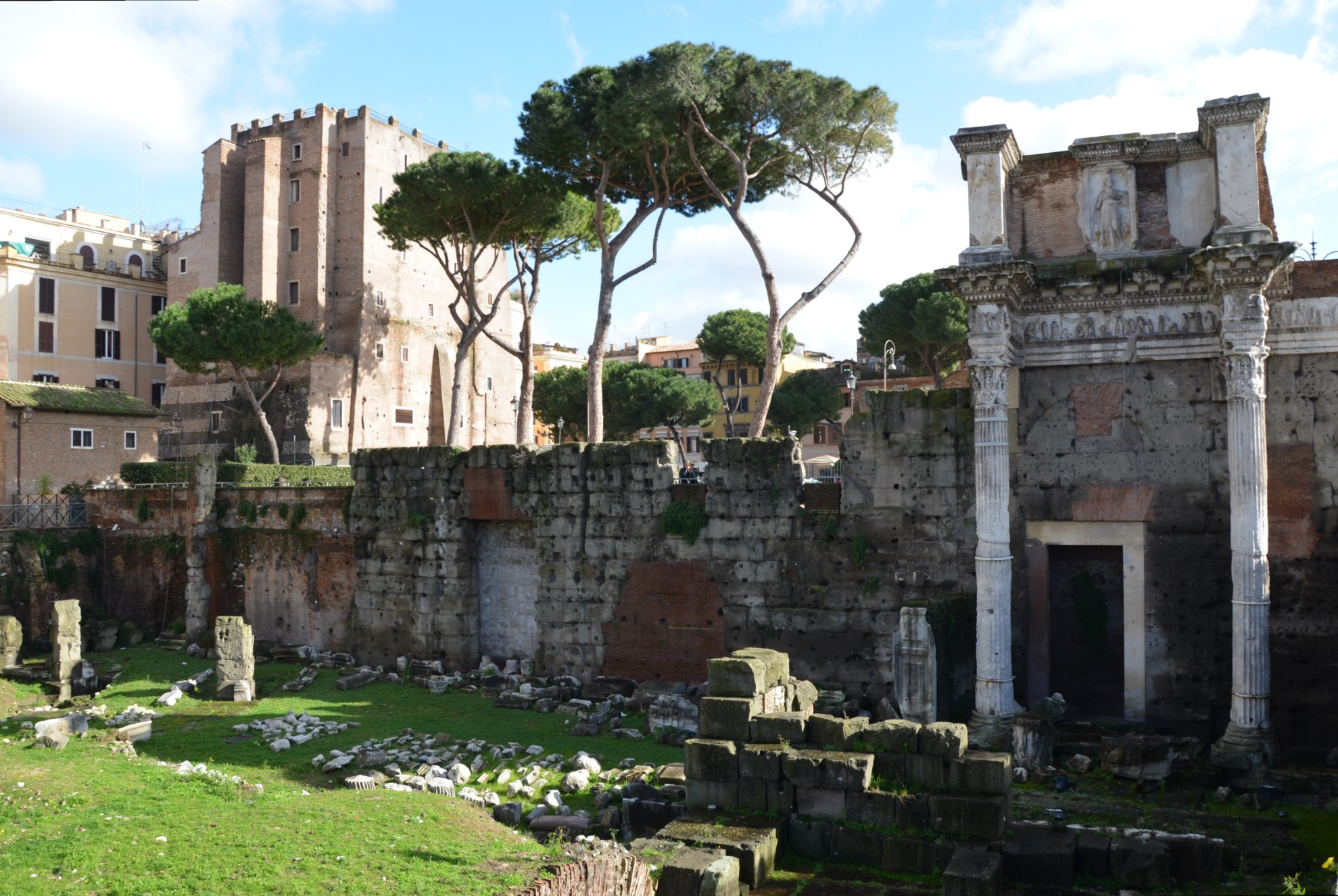
Foro di Nerva
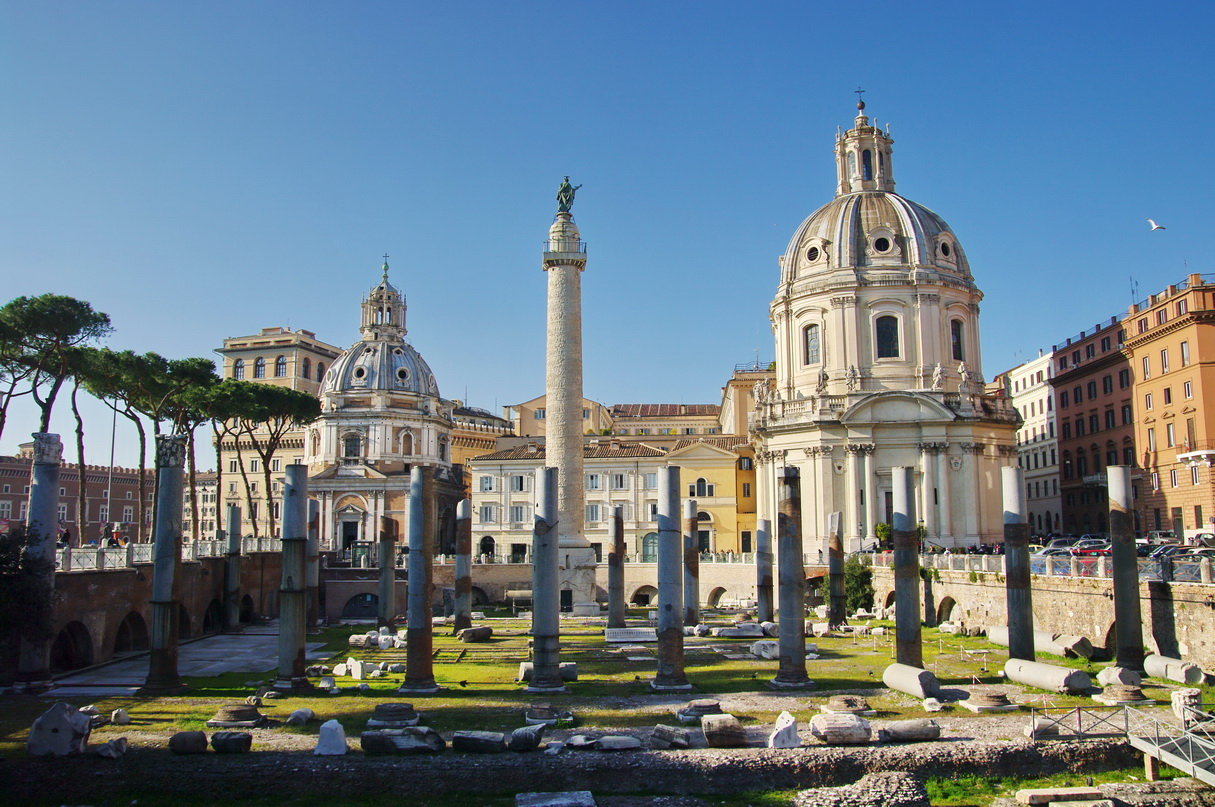
Foro di Traiano
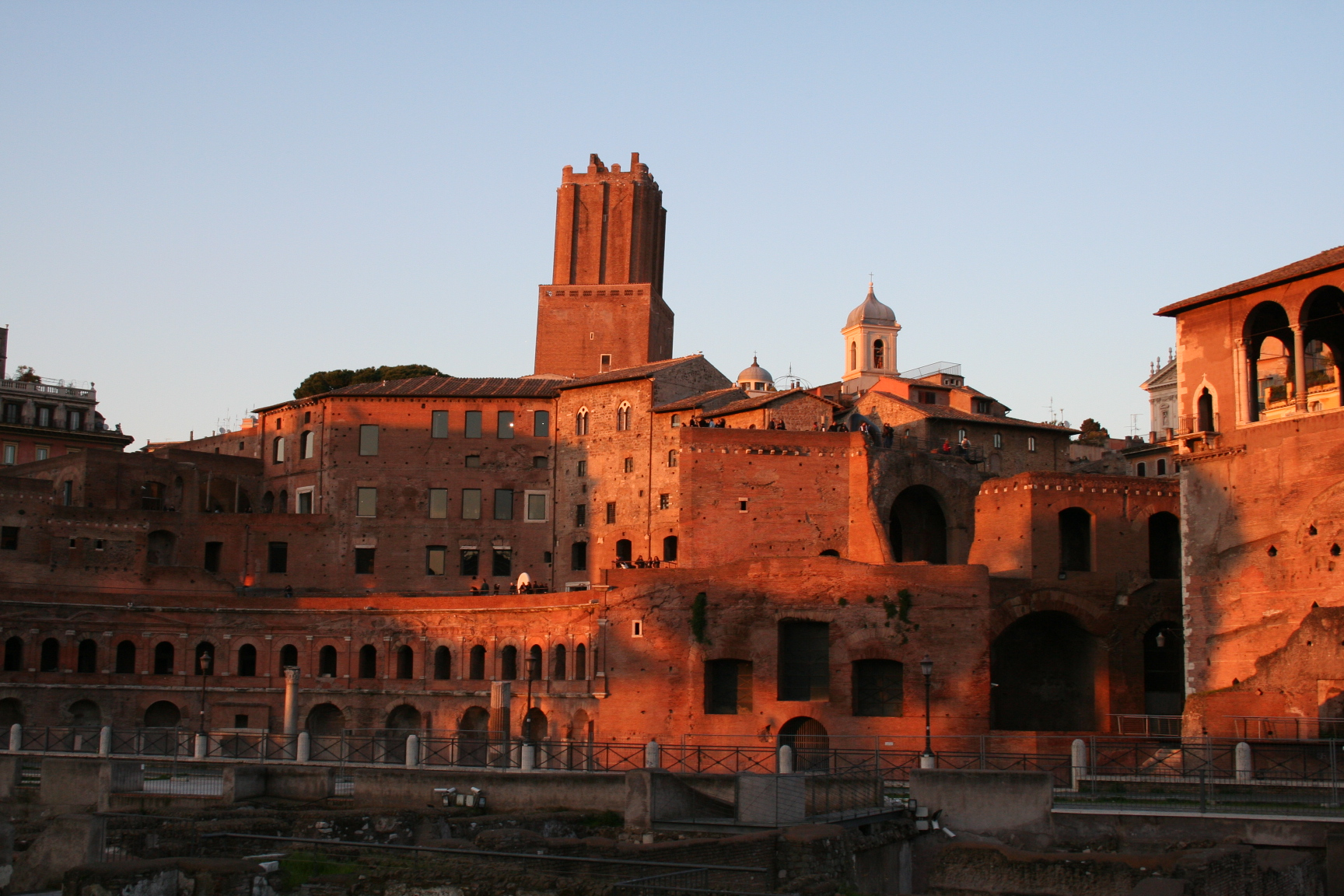
Mercati traianei
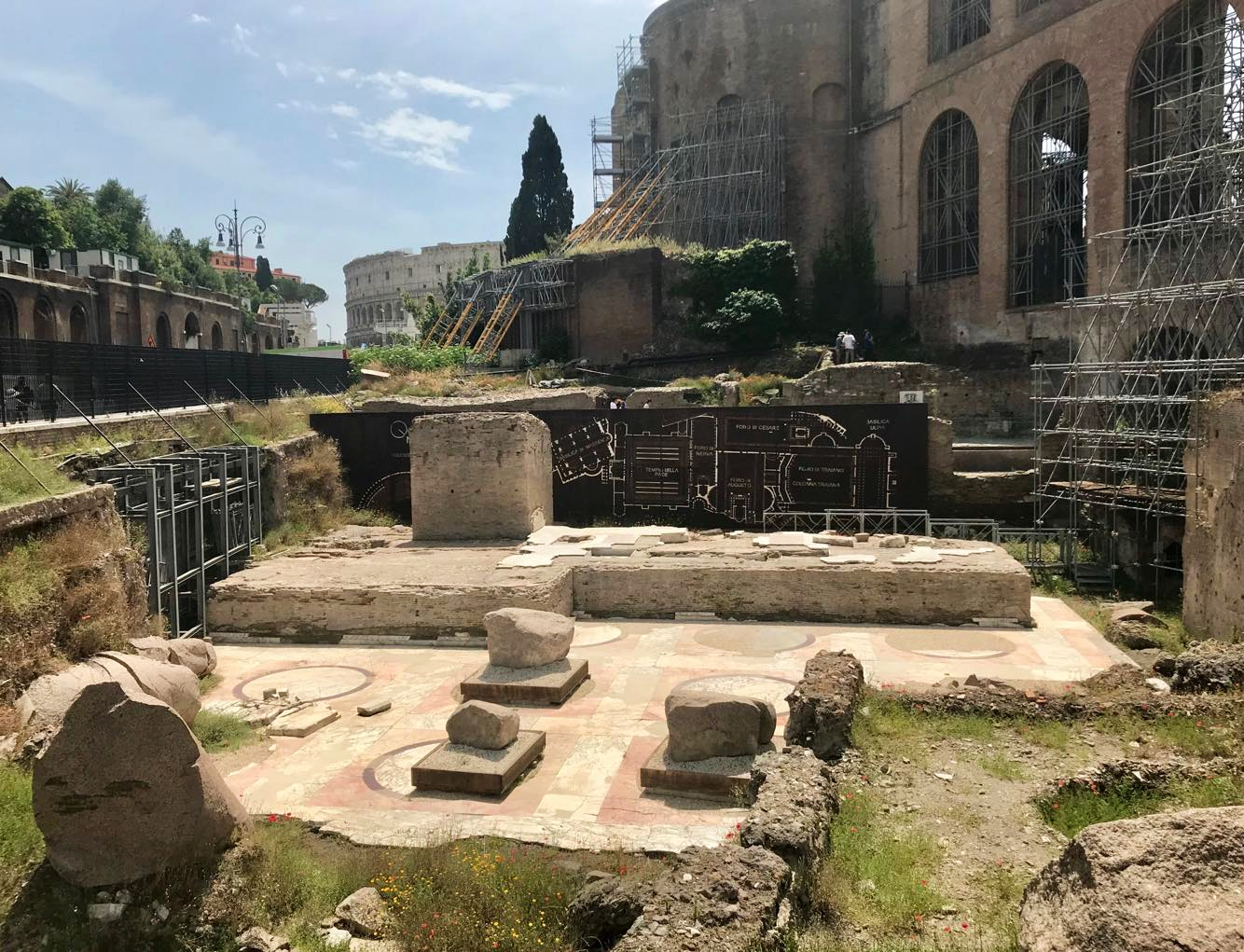
Tempio della Pace
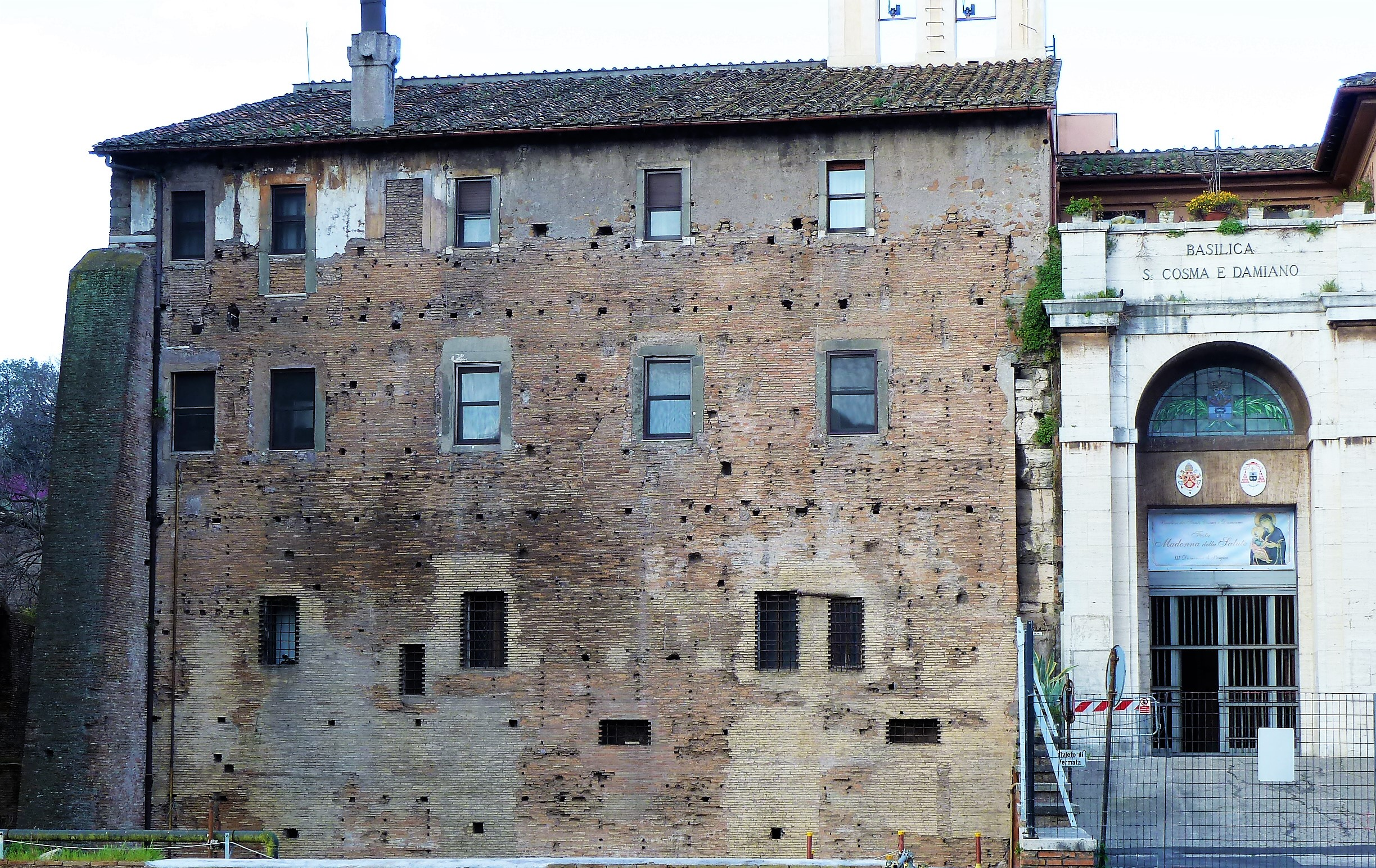
Parete su cui era affissa la Forma Urbis Severiana
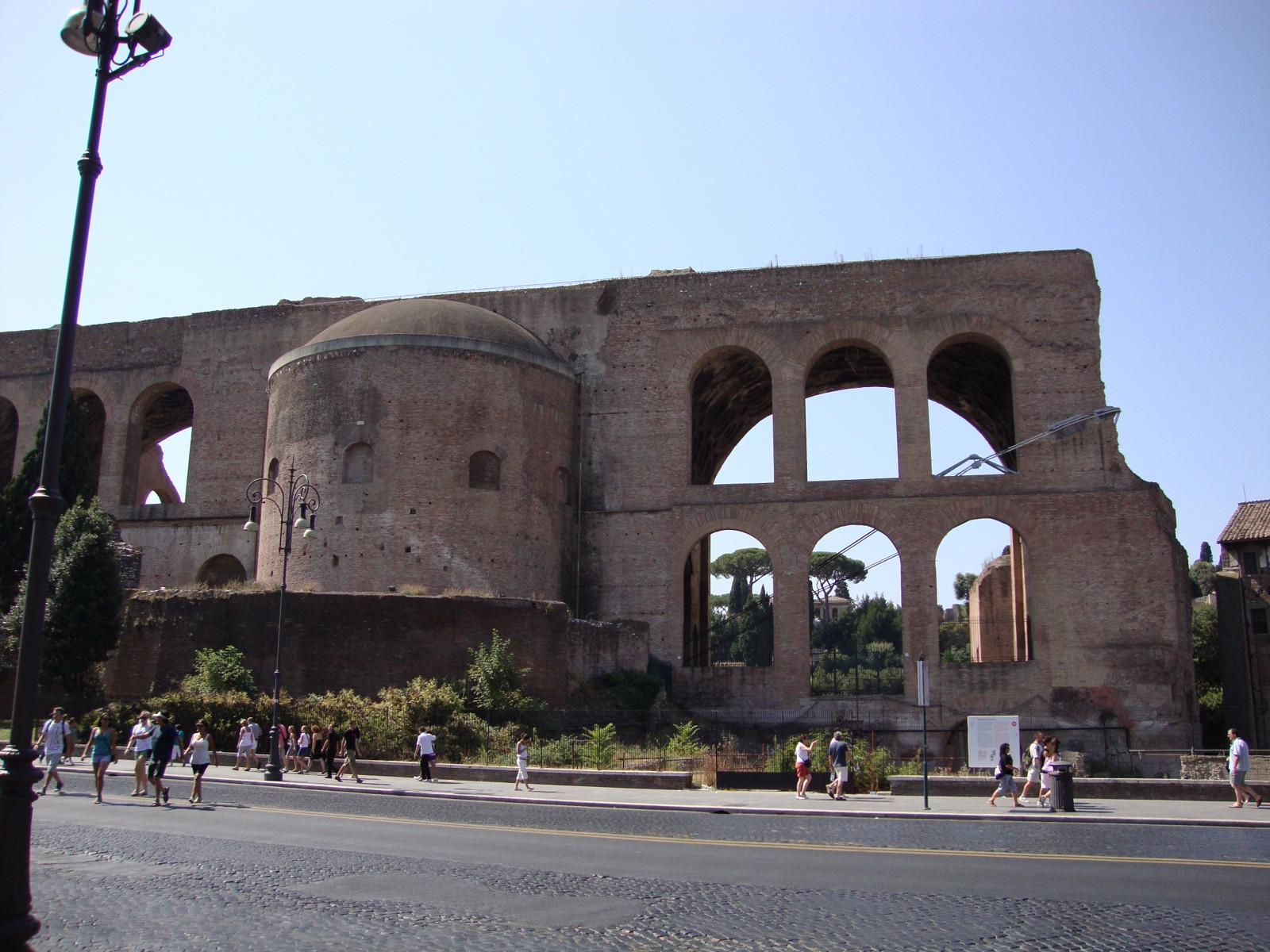
Basilica di Massenzio (lato posteriore, da via dei Fori Imperiali)
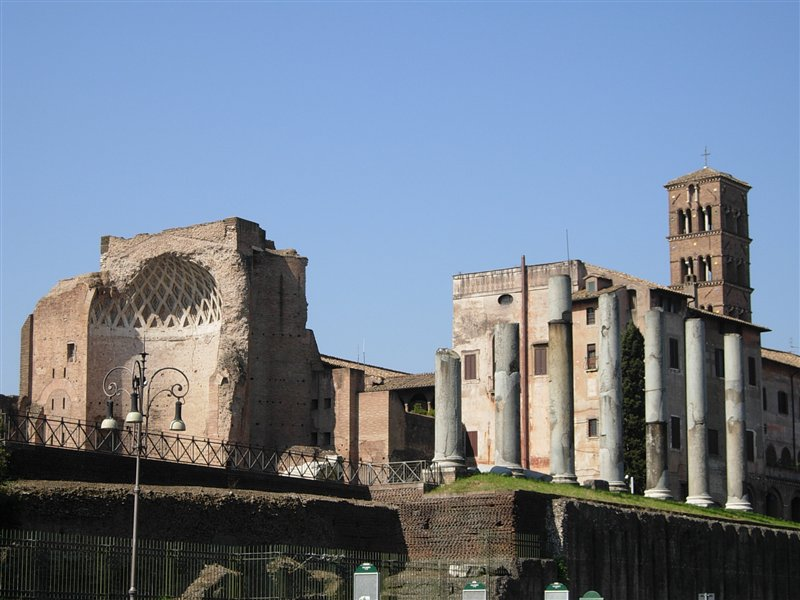
Tempio di Venere e Roma (lato destro, da via dei Fori Imperiali)

### Inaugurazione e arredi
La strada fu inaugurata da Mussolini il 28 ottobre 1932, nell'ambito delle celebrazioni del decennale della marcia su Roma.
L'arteria prese il nome di "via dell'Impero", per ricordare l'Impero romano, al quale il Fascismo si ispirava nella simbologia e nell'ideologia, e al quale faceva costante riferimento nelle varie occasioni della vita pubblica. Il toponimo, negli anni successivi, venne esteso anche oltre il Colosseo, attribuendolo anche all'attuale via di San Gregorio.
In occasione dell'inaugurazione e negli anni immediatamente successivi, furono collocati lungo la grande via vari arredi, che vi si trovano tuttora.
Statue di Cesare, Augusto, Nerva, Traiano
Nel 1933 furono inaugurate le quattro statue in bronzo di Cesare, Augusto, Nerva e Traiano, ciascuna di fronte al rispettivo foro. L'idea della collocazione delle statue, con intento sia decorativo sia didattico, fu dell'architetto Armando Brasini.
Le statue sono riproduzioni di originali antichi marmorei:
- la statua di Cesare è replica da quella del Palazzo Senatorio, posta nell'aula omonima, che è la sala consiliare del Comune di Roma;
- quella di Augusto è replica dell'Augusto di Prima Porta, conservato ai Musei Vaticani, ma privato del putto che nell'originale è situato ai suoi piedi;
- quella di Nerva è tratta da un busto proveniente da Tivoli, conservato al Museo Nazionale Romano;
- quella di Traiano è replica della statua di Traiano da Minturno.

Fontana
La nicchia centrale del muraglione nord, su suggerimento di Antonio Muñoz, fu decorata da una fontana composta da una vasca di travertino sormontata da un'antica tazza di granito grigio decorata da due mascheroni, al centro della quale si eleva lo zampillo.
La tazza era stata trovata al porto di Ripa Grande durante i lavori di ampliamento, nel 1696. Papa Innocenzo XII la donò alla Curia Innocenziana, l'attuale palazzo Montecitorio, dove fu posta nella fontana del cortile. Durante i lavori di realizzazione della Camera dei Deputati, la tazza fu rimossa e successivamente trasferita nella posizione attuale.
Mappe dell'espansione del dominio romano

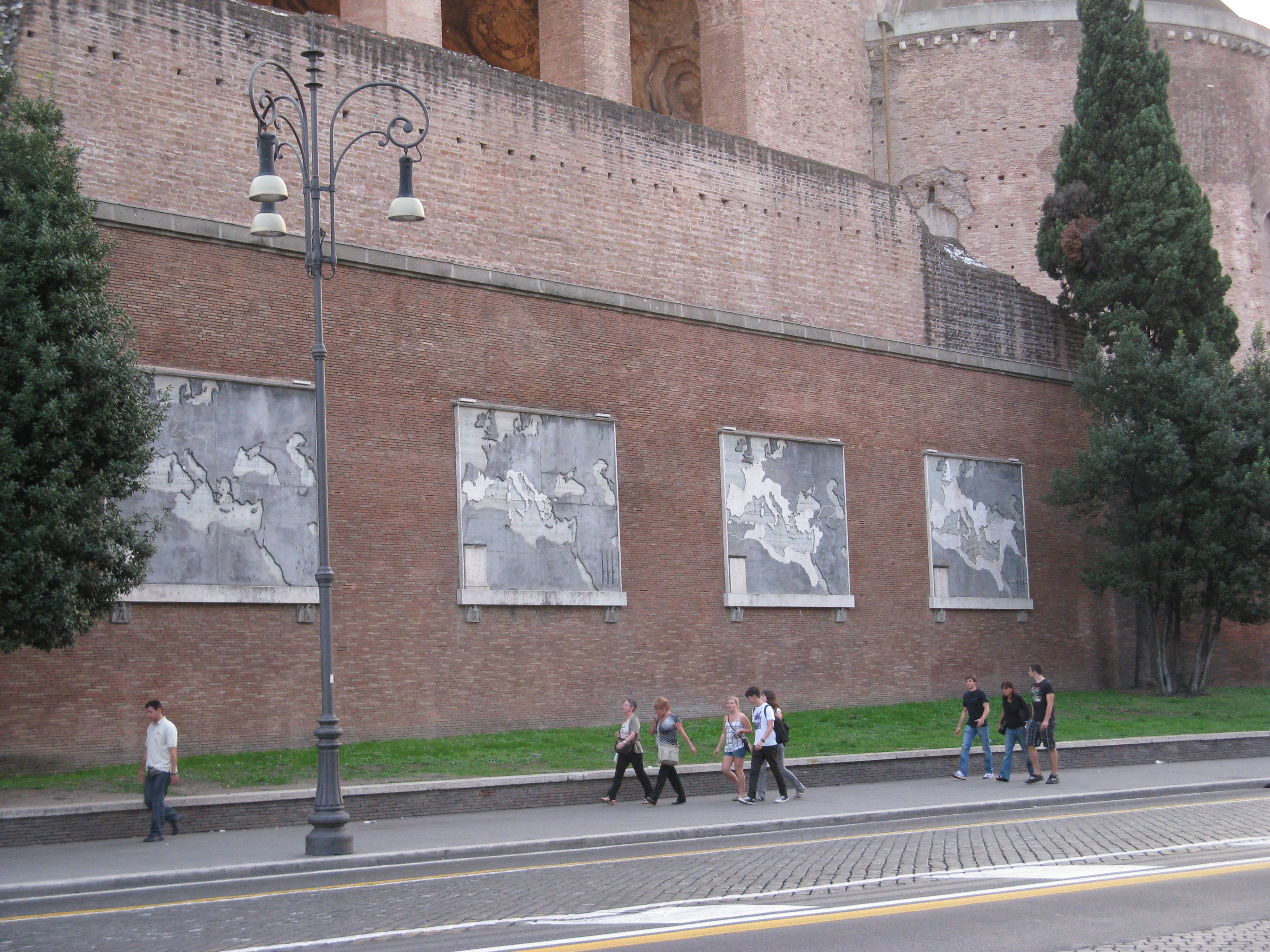
Le mappe dell'espansione del dominio romano

In occasione della celebrazione del natale di Roma (21 aprile) del 1934, furono inaugurate quattro mappe marmoree rappresentanti l'espansione del dominio romano, ideate sempre da Muñoz e affisse sul muro di contenimento alla base della basilica di Massenzio. La prima mappa raffigura Roma all'origine (VIII secolo a.C.), la seconda dopo le Guerre puniche (146 a.C.), la terza alla morte di Augusto (14 d.C.) e l'ultima al tempo di Traiano (98-117 d.C.); le mappe sono state restaurate e rimesse al loro posto nel 1997.
Nel 1936, successivamente alla conquista dell'Etiopia, fu realizzata e collocata una quinta tavola marmorea: essa raffigurava il territorio del Regno d'Italia dell'epoca, assieme alle proprie colonie, in un evidente accostamento ideologico tra l'antica civiltà romana e l'Impero italiano. Dopo l'annessione dell'Albania, nel 1939, la mappa marmorea fu conseguentemente integrata. Nel novembre 1945 essa fu rimossa onde preservarla da atti vandalici (ignoti avevano tentato di scalpellare via il nome di Mussolini) e, dopo anni di conservazione in un deposito capitolino, dal 2009 è affissa in un cortile del Museo della civiltà romana all'EUR, in attesa di restauro e di collocazione idonea.

## Storia contemporanea

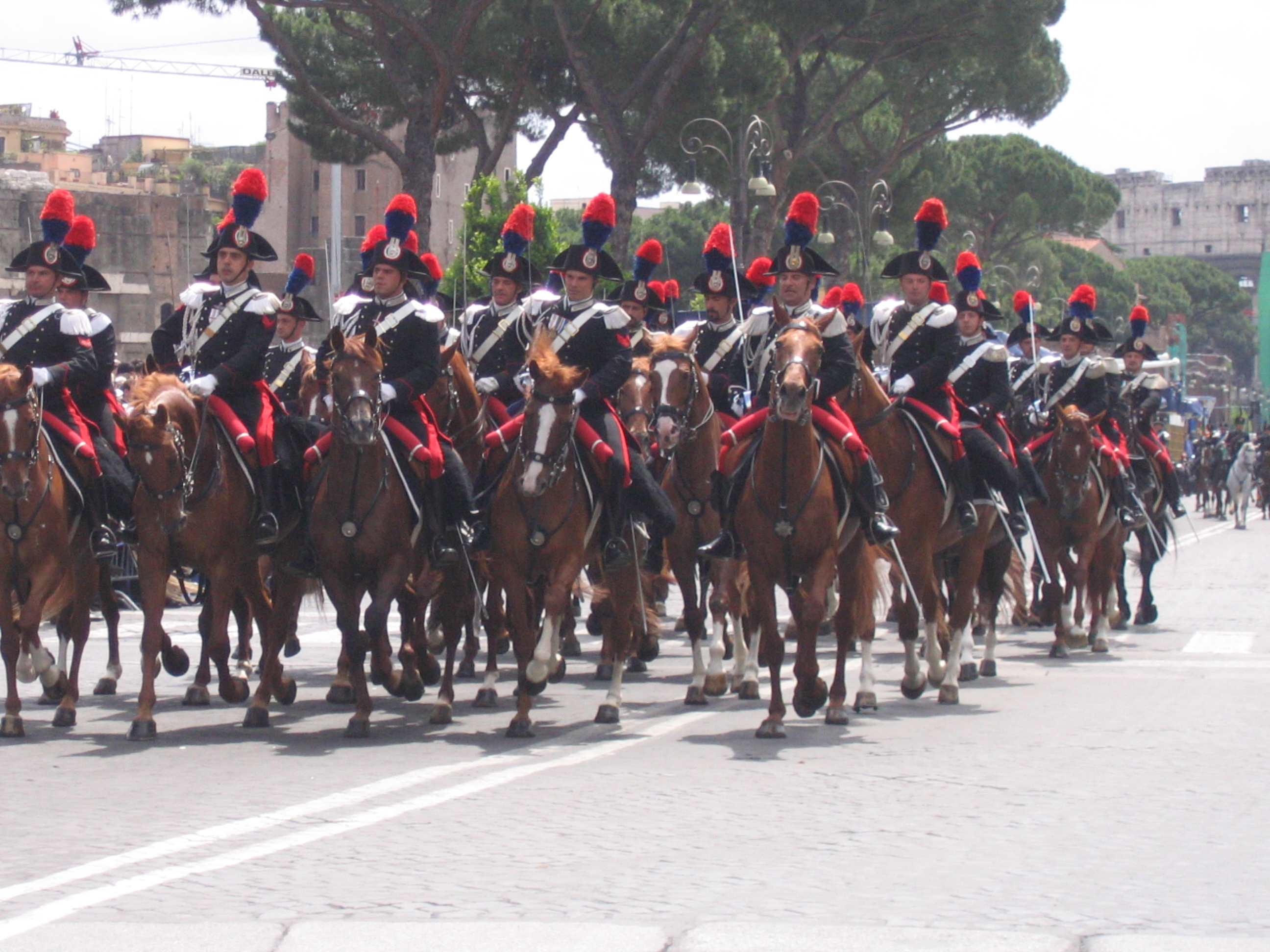
La parata del 2 giugno

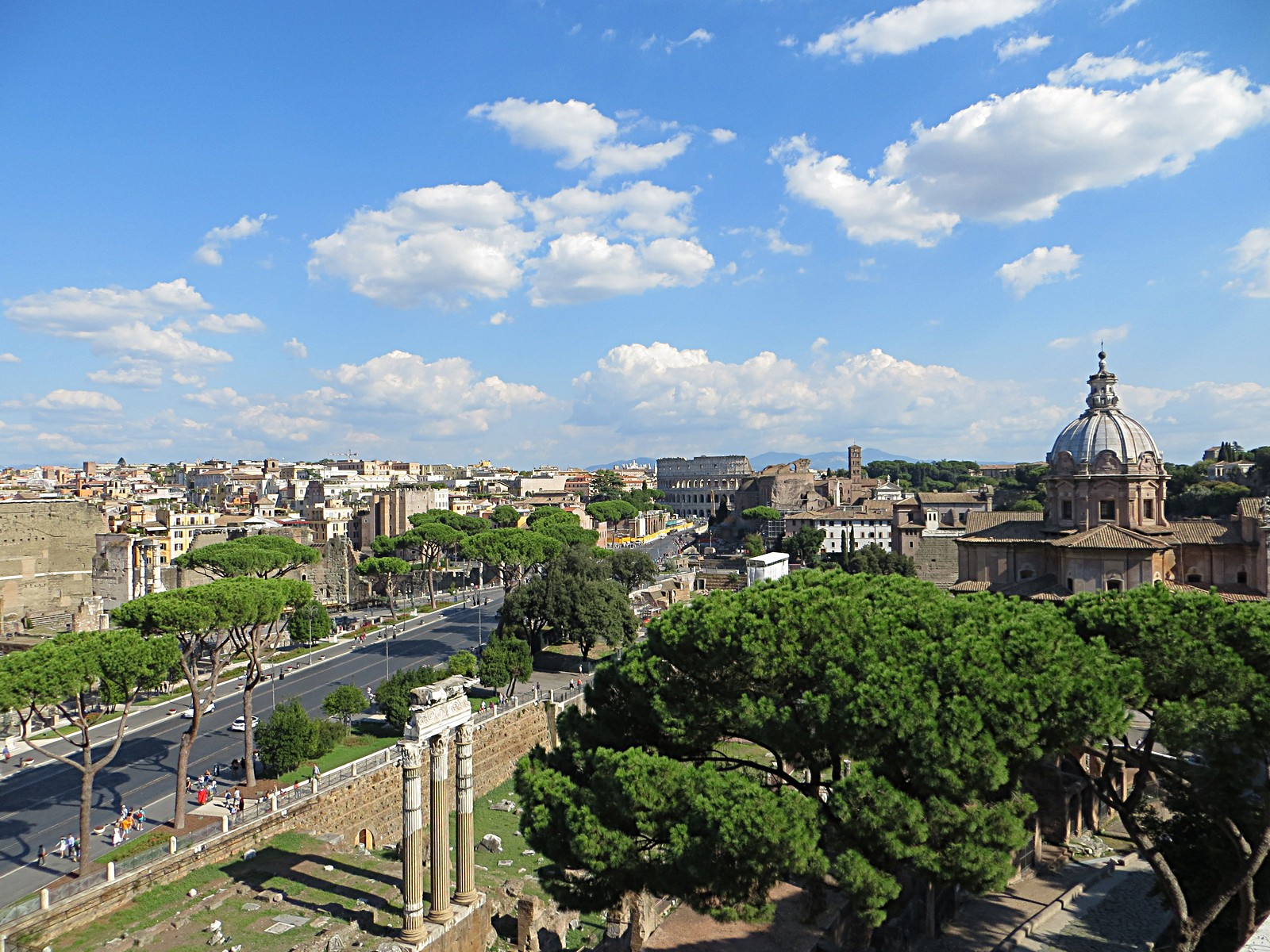
La via in direzione del Colosseo. In primo piano il Foro di Cesare.

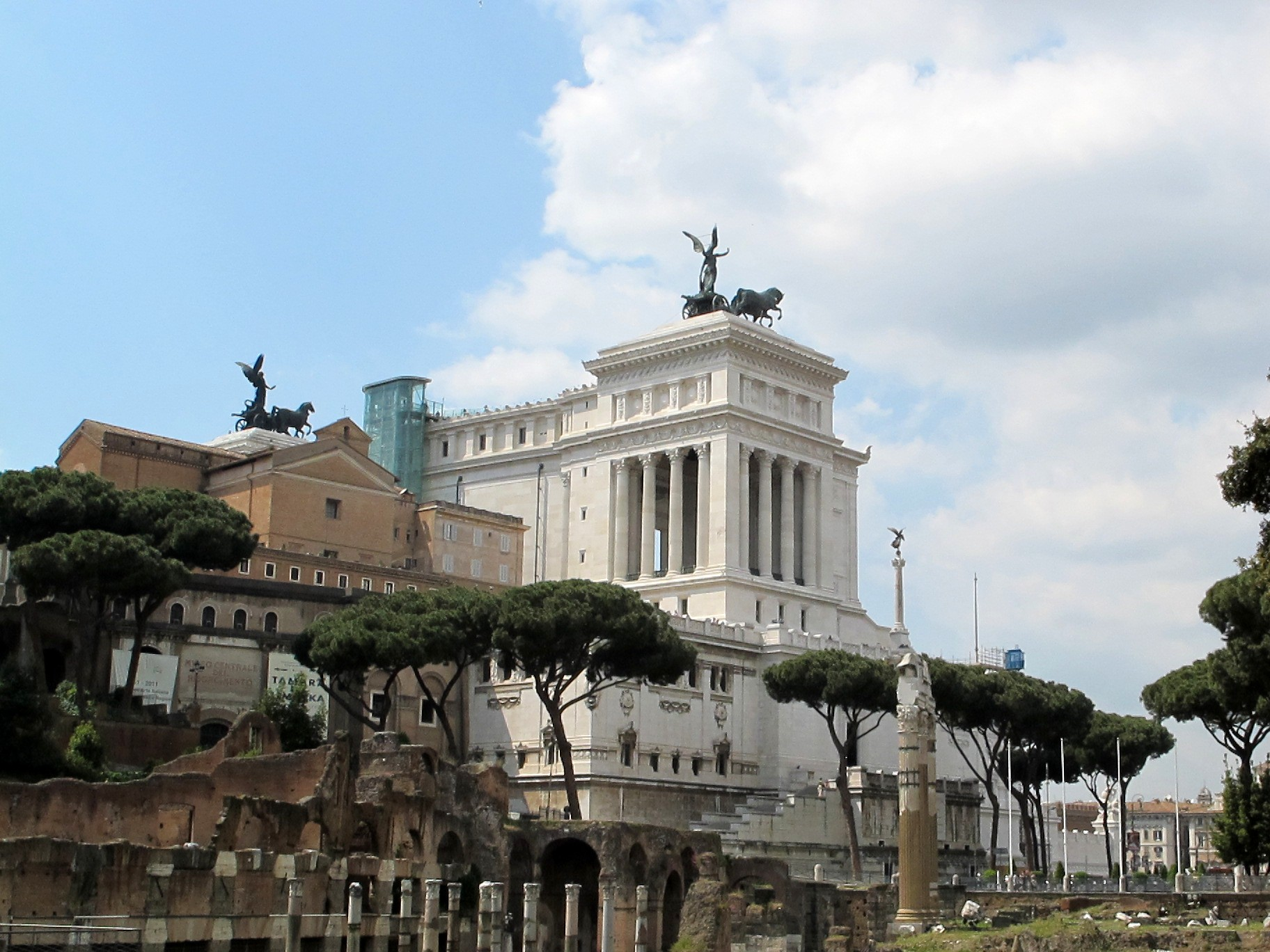
L'Altare della Patria visto dai Fori Imperiali

Nel 1945, con la fine della Seconda guerra mondiale e del Fascismo, la strada assunse il nome attuale di via dei Fori Imperiali e nel 1950 divenne sede della parata del 2 giugno, che celebra la Festa della Repubblica Italiana.
Dal 1977 in poi la parata non ebbe luogo o fu organizzata in modo saltuario e in luoghi diversi. La parata tornò definitivamente nel cerimoniale nel 2000 su iniziativa del Presidente della Repubblica Carlo Azeglio Ciampi, nell'ambito della riscoperta dei simboli identitari italiani.

### Proposte di demolizione della via
A partire dagli anni settanta si discusse dell'eventualità di eliminare la via, ipotesi sostenuta da Adriano La Regina e Leonardo Benevolo, subito raccolta dal sindaco dell'epoca, Giulio Carlo Argan, oltre che da Antonio Cederna e da Italo Insolera. Lo smantellamento della strada era motivato sia da considerazioni archeologiche, in quanto essa taglia trasversalmente l'area archeologica dei fori, sia perché all'epoca essa era ancora aperta al traffico automobilistico, il che alimentava preoccupazioni per la conservazione dei resti archeologici, soggetti a degrado derivante dai gas di scarico degli autoveicoli. Vi erano anche non secondarie motivazioni ideologiche, in quanto la strada ricordava il regime fascista e le parate militari che vi si svolgevano nel ventennio.
La proposta di smantellamento della strada, per quanto sostenuta da diversi urbanisti ed archeologi, non ebbe seguito, perché il consenso su di essa non fu affatto generale, anzi fu fattore di scontro: cominciava ad insinuarsi il sospetto che l'idea di smantellare via dei Fori Imperiali nascondesse un accanimento nei confronti di quanto realizzato sotto il fascismo. Il quotidiano Il Tempo lanciò in proposito una campagna contraria al radicale intervento previsto. Anche lo storico dell'arte Cesare Brandi si oppose all'eliminazione della strada per considerazioni di ordine urbanistico e storico.
Il consenso era unanime sulla necessità di limitare il traffico veicolare. Il primo passo compiuto in questo senso fu la pedonalizzazione della via, attuata dapprima periodicamente su iniziativa del sindaco Luigi Petroselli e dell'archeologo Antonio Cederna dal gennaio 1981, quindi in maniera definitiva dal sindaco Ignazio Marino, che nell'agosto 2013 ne decretò la chiusura al traffico privato nella metà compresa tra largo Corrado Ricci e il Colosseo.

### Nuovi scavi archeologici nelle aree verdi
A partire dagli anni novanta, ad opera della Sovrintendenza capitolina ai beni culturali e della Soprintendenza Speciale Archeologia Belle Arti e Paesaggio di Roma, fu realizzato uno smantellamento parziale della via, lasciandone la carreggiata centrale e sacrificando i giardini ai suoi lati per consentire nuovi scavi archeologici, poi lasciati alla vista. Sono seguite alcune polemiche, a proposito della scelta di lasciare alla vista non solo i resti dell'epoca imperiale, ma anche le fondazioni e le cantine dei palazzi del quartiere Alessandrino, in quanto considerate anch'esse testimonianze storiche. La decisione ha spesso impedito, nelle nuove aree archeologiche, di mettere in luce i resti dell'antica Roma, come la parte del Foro Traiano che era rimasta sotto ai giardini della via. Ciò ha attirato varie critiche, ed è stato attribuito ad una malintesa concezione storicistica che ha impedito di distinguere tra il momento conoscitivo dello scavo e la sua sistemazione per la fruizione pubblica, monumentalizzando modesti scantinati.
In un caso, però, l'eliminazione di una zona verde ha consentito di mettere in luce quanto resta di un monumento classico: si tratta del Tempio della Pace, oggetto dal 2015 di un intervento di anastilosi che ha permesso di rimettere in piedi alcune delle colonne del suo quadriportico.
Criticata è stata anche la scelta di abbattere numerosi grandi pini e lecci piantati nel 1932 e quella di non ripristinare, dopo gli scavi, le aree verdi volute ai lati della strada da Antonio Muñoz, progressivamente ridotte dagli scavi archeologici degli anni novanta. Chi si lamenta per l'eliminazione dei giardini dei Fori collega questo intervento a quello che parimenti ha parzialmente cancellato la sistemazione a verde situata all'imbocco della via verso piazza Venezia, che era stata progettata da Raffaele De Vico. L'eliminazione dei giardini è avvenuta di pari passo con la cancellazione parziale dei tracciati superstiti di vecchie vie del quartiere alessandrino, ossia via Alessandrina e via Bonella, con il conseguente parziale isolamento dalla rete stradale della chiesa dei Santi Luca e Martina e di quelle dei Santi Cosma e Damiano e di San Lorenzo in Miranda; anche questo intervento è stato criticato, per il conseguente peggioramento della fruibilità dei monumenti e dell'aspetto dei luoghi.
In generale, i nuovi scavi nei giardini della via sono stati interpretati variamente: secondo alcuni essi sarebbero come un primo passo, non apertamente dichiarato, verso la demolizione della via dei Fori; secondo altri, al contrario, gli scavi impedirebbero di smantellare la strada, in quanto effettuati proprio lungo il percorso che ne dovrebbe diventare l'alternativa per i mezzi di trasporto pubblici.

### Nuovi scavi nelle aree archeologiche
Tra gli anni novanta e gli anni duemila, anche le zone archeologiche già scavate negli anni trenta sono state oggetto di nuove indagini. Tra i risultati più significativi si ricorda la scoperta della reale collocazione della statua equestre di Traiano, che si immaginava fosse al centro del foro e che invece era posta venticinque metri verso sud, lungo l'asse centrale. Inoltre, si è appurato che il lato meridionale del foro di Traiano era costituito da un'architettura più elaborata di quanto sino ad allora creduto, con una vasta sala, che verso la piazza aveva una doppia serie di colonne, in parte aggettanti e in parte collegate all'edificio, caratterizzate da bicromia, essendo scolpite in marmo cipollino verde e in marmo giallo antico. Il tutto doveva servire ad incorniciare la statua equestre. Anche nel foro di Augusto si sono compite scoperte significative; ad esempio si è visto che il lato nord e quello sud avevano originariamente due absidi ciascuno, e non una soltanto come si era sempre creduto. Le due absidi sino ad ora ignorate erano state demolite nel corso della costruzione dei fori adiacenti di Nerva e di Traiano.

### Il dibattito sul futuro della via
Il destino della strada continua a dividere gli addetti ai lavori. Nel 2014 una commissione paritetica tra il Ministero per i beni culturali e Roma Capitale ha approvato la prospettiva di conservare e di pedonalizzare la via, riqualificandola attraverso il miglioramento delle connessioni tra il livello archeologico e quello stradale, ma il dibattito è tutt'altro che concluso. Le ragioni delle due diverse visioni sul futuro della via possono essere riassunte da due protagonisti del dibattito.
L'archeologo Adriano La Regina ha continuato a sostenere la necessità della demolizione, per creare un immenso parco archeologico senza il disturbo di una strada che lo attraversi, affermando che lo smantellamento dell'asse stradale "è un'occasione di rinnovamento della città nel suo complesso. Non toccare via dei Fori imperiali significa invece lasciare le cose come stanno. È un atto conservatore. Eliminarla e riavviare una intensa campagna di scavo produce un nuovo paesaggio urbano".
All'opposto, lo storico dell'architettura Cesare Brandi si è dichiarato contro lo smantellamento della strada perché riteneva che i fori imperiali si potessero ammirare meglio tra il verde dei pini e degli allori, affacciandosi dalla strada, perché posta in posizione sopraelevata rispetto all'area archeologica; inoltre il critico si è espresso contro la demolizione dell'arteria viaria perché essa fa ormai parte integrante dell'urbanistica romana, riassumendo la sua posizione con la frase ...non si deve ferire la Roma viva per recuperare frammenti di quella morta, intendendo che l'area archeologica che sostituirebbe via dei Fori sarebbe un'interruzione del tessuto urbano e non potrebbe mai avere quella storicità viva che hanno le rovine davvero rivissute nei secoli, come avviene sempre a Roma.
Il 10 marzo 2016 è stato pubblicato un bando di concorso di idee sul tema della riqualificazione e risignificazione dell'asse urbano, e della comprensione e fruibilità del patrimonio architettonico e urbanistico della via. La consultazione, promossa dall'Accademia Adrianea di Architettura e Archeologia di Roma, costituisce il primo concorso bandito sull'area archeologica centrale di Roma, dopo quello per il Palazzo del Littorio del 1934, in cui confluì l'intera cultura architettonica italiana del tempo. Diciannove facoltà di Architettura italiane e straniere, abbinate ad altrettanti studi di progettazione internazionali hanno partecipato al concorso. I due terzi dei progetti presentati mantengono integra Via dei Fori Imperiali, ridisegnandola o anche ripristinando spazi verdi recentemente aboliti, e considerandola una testimonianza della storia urbanistica di Roma. La possibilità di collegare le aree archeologiche situate ai due lati della strada, in alcuni progetti viene realizzata utilizzando i sottopassaggi esistenti o aprendone di nuovi, ristabilendo così l'auspicata "unità dei fori" senza smantellare la via.
Nel 2023, l'ente Roma Capitale e la Sovrintendenza capitolina ai beni culturali hanno indetto un concorso internazionale di progettazione per la sistemazione di via dei Fori Imperiali. L'anno successivo la commissione ha scelto il progetto vincente, opera di uno studio romano di architettura e pianificazione urbana. Nel progetto è previsto il mantenimento della via ed un aumento dei servizi, tra spazi pedonali, aree verdi, balconate, percorsi sopraelevati e percorrenze ciclo-pedonali.

## Galleria d'immagini

Un'immagine storica: via dell'Impero nei primi anni '30 (sulla destra)
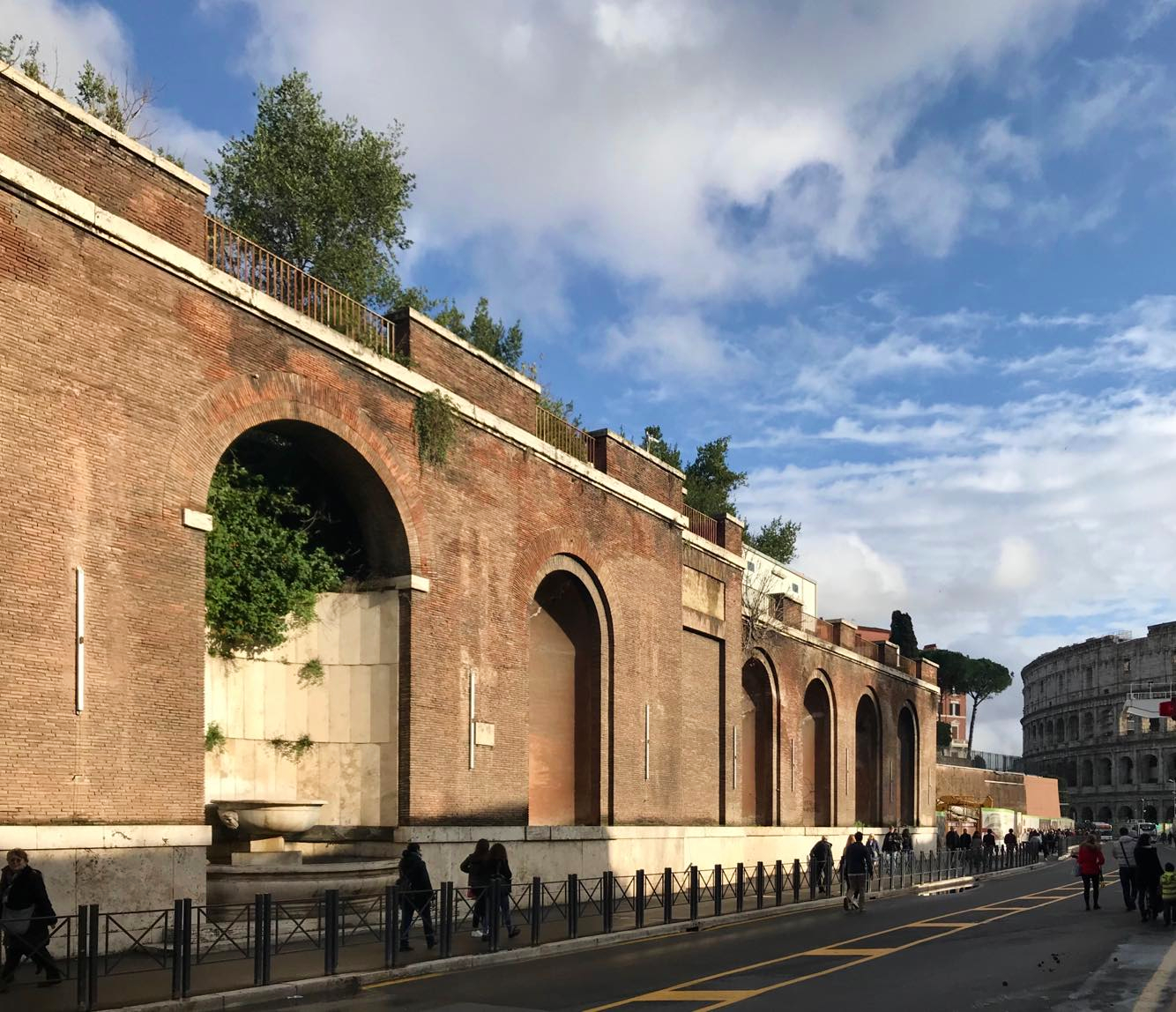
Il muro di contenimento eretto per sostenere i resti della Velia, con al centro la fontana
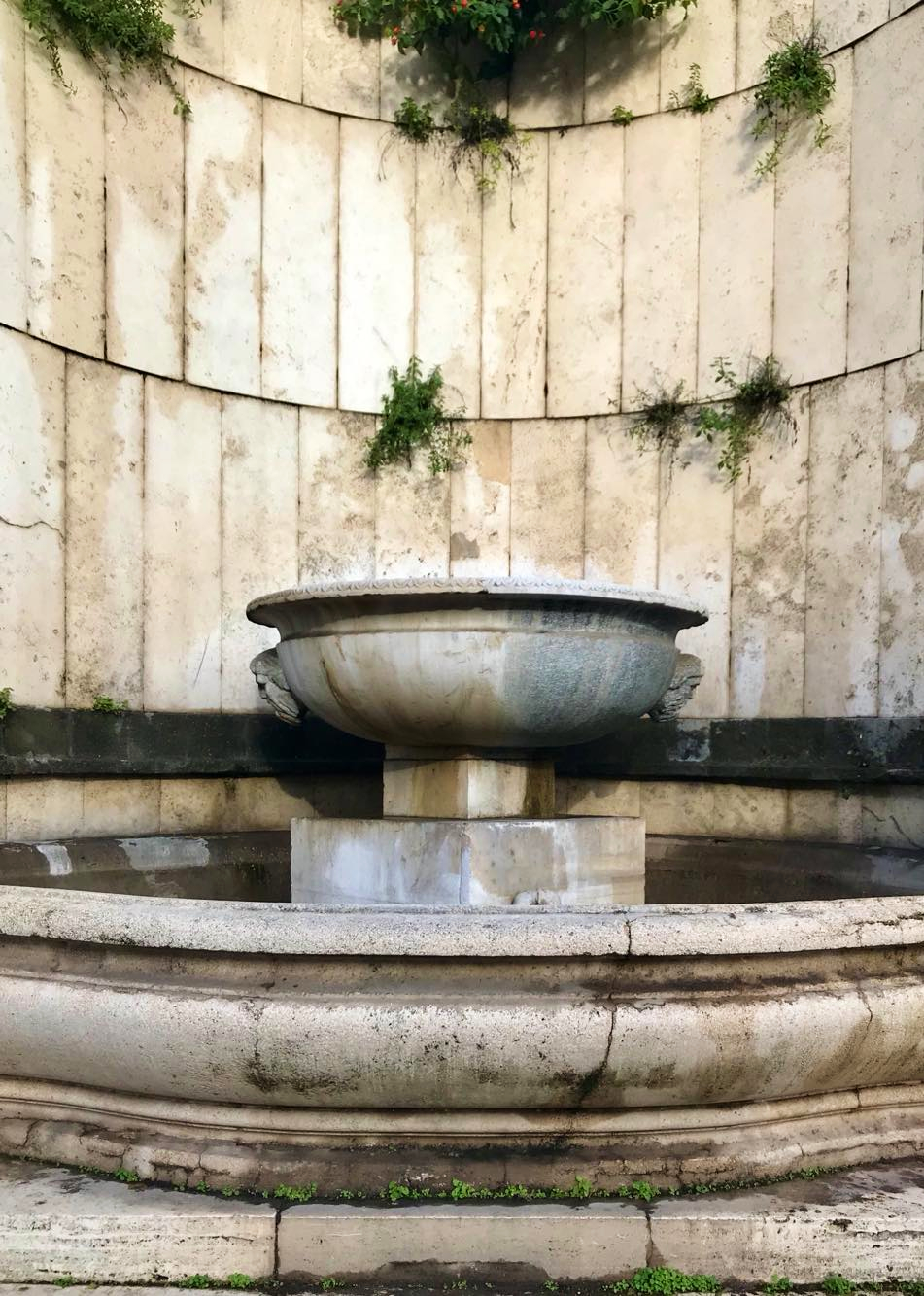
Dettaglio della fontana
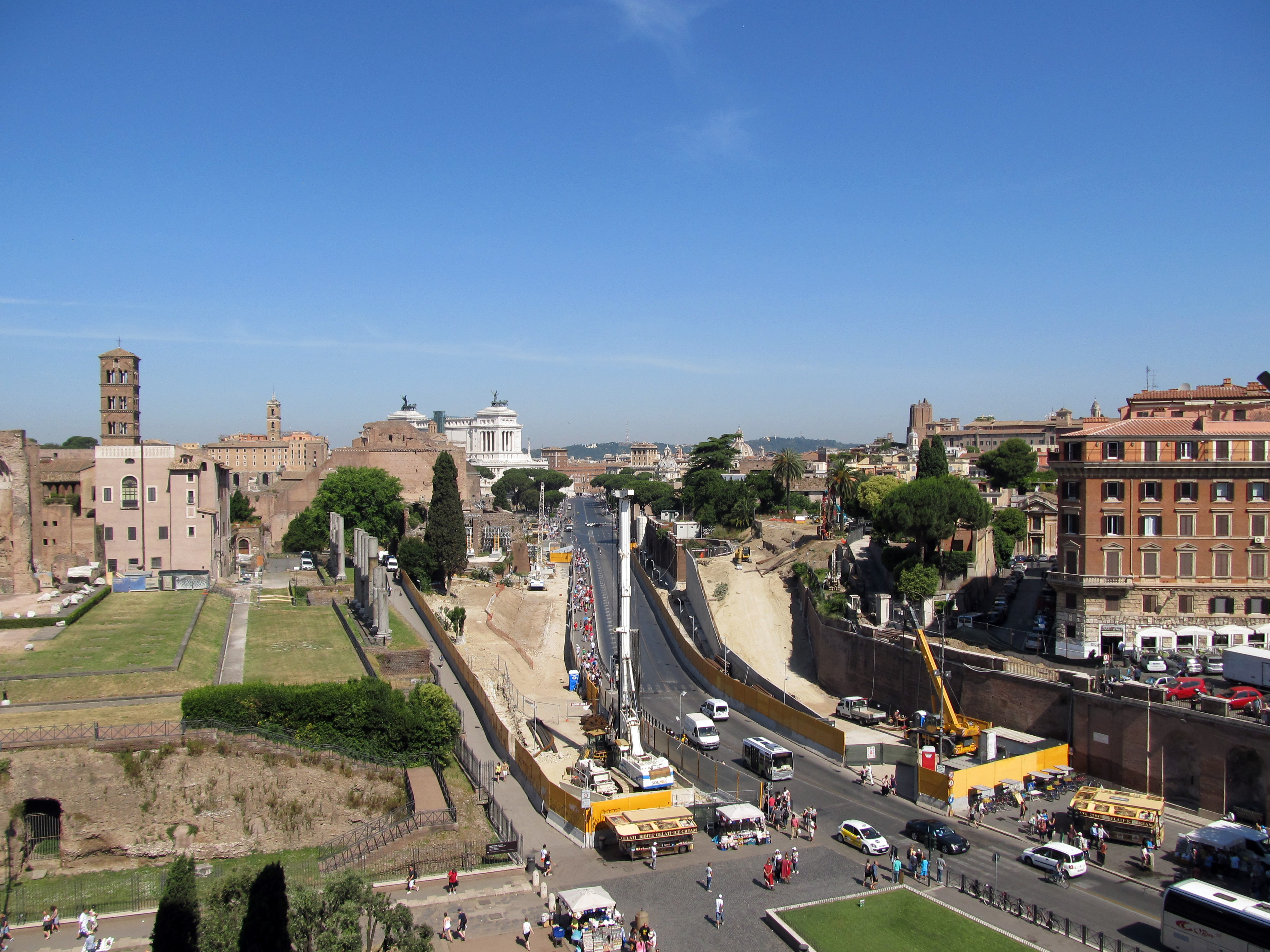
La via in direzione di Piazza Venezia, con il cantiere della linea C della metropolitana
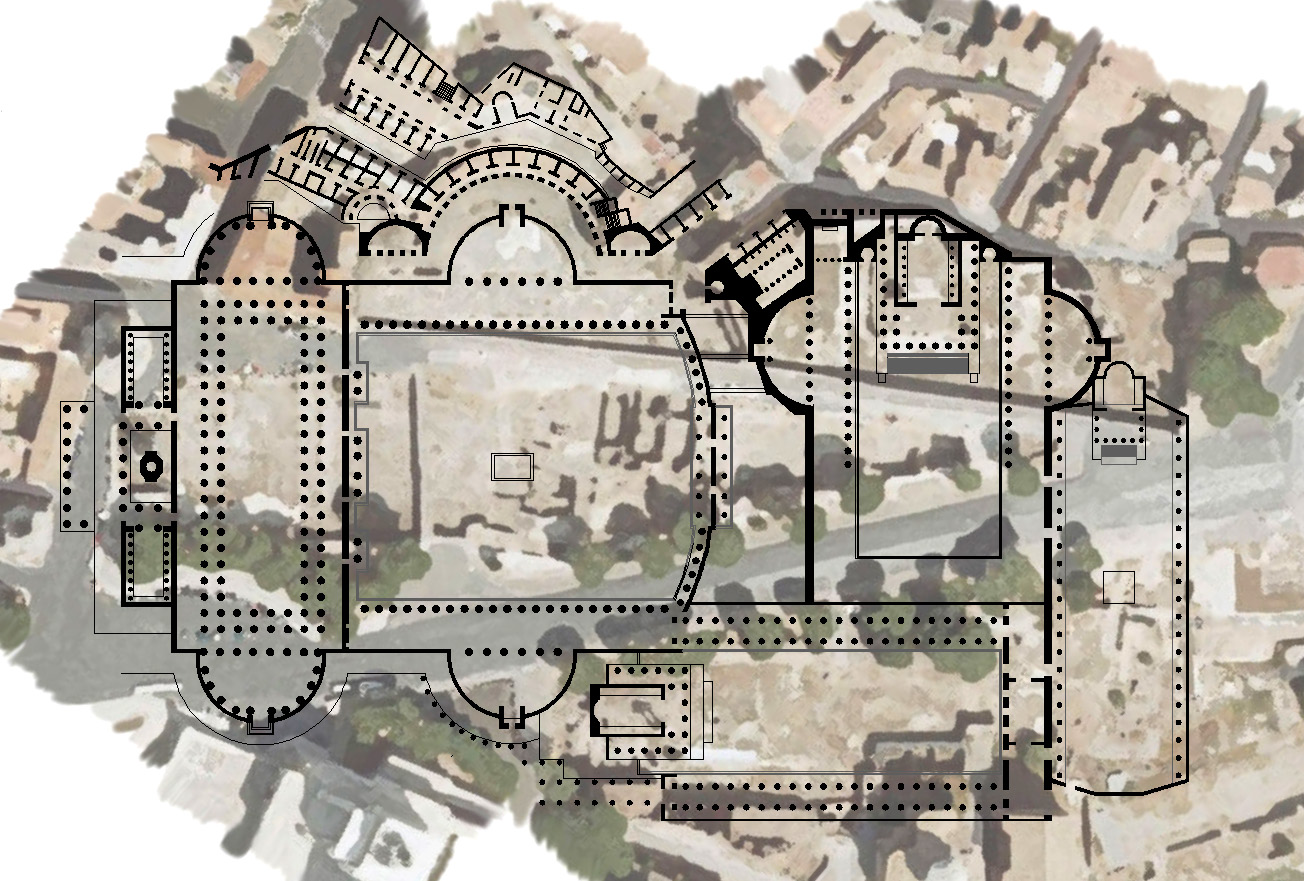
Pianta dei quattro Fori imperiali sovrapposta all'attuale urbanistica dell'area